# Te slăvim, Românie
Te slăvim, Românie (Sławimy cię, Rumunio) to hymn państwowy Rumunii w latach 1953–1977. Muzykę skomponował Matei Socor, a słowa napisali Eugen Frunză oraz Dan Deșliu.

## Oficjalne słowa
Te slăvim, Românie, pământ părintesc
Mândre plaiuri sub cerul tău pașnic rodesc
E zdrobit al trecutului jug blestemat
Nu zadarnic, străbunii eroi au luptat
Astăzi noi împlinim visul lor minunat.
Puternică, liberă,
Pe soartă stăpână
Trăiască Republica
Populară Română
Înfrățit fi-va veșnic al nostru popor
Cu poporul sovietic eliberator.
Leninismul ni-e far și tărie si avânt
Noi urmăm cu credință Partidul ne-nfrânt,
Făurim socialismul pe-al țării pământ.
Puternică, liberă,
Pe soartă stăpână
Trăiască Republica
Populară Română
Noi uzine clădim, rodul holdei sporim
Vrem în pace cu orice popor să trăim
Dar dușmanii de-ar fi să ne calce în prag
Îi vom frânge în numele a tot ce ni-e drag
Înălța-vom spre glorie al patriei steag
Puternică, liberă,
Pe soartă stăpână
Trăiască Republica
Populară Română